# Chicago Film Critics Association Awards 1995
La cerimonia di premiazione della 8ª edizione dei Chicago Film Critics Association Awards si è tenuta l'11 marzo 1996 all'auditorium Park West di Chicago, Illinois, per premiare i migliori film distribuiti negli Stati Uniti nel corso del 1995 secondo la Chicago Film Critics Association (CFCA).
Gli attori Bonnie Hunt e George Wendt hanno presentato la serata. Le candidature sono state annunciate il 15 gennaio 1996: il film più candidato è stato Apollo 13, sei volte in totale. Gli intrighi del potere - Nixon, I soliti sospetti e Via da Las Vegas hanno ricevuto ciascuno due premi, mentre Apollo 13 ha vinto quello per il miglior film.

## Vincitori e candidati
I vincitori sono indicati in grassetto, con a seguire gli altri candidati in ordine alfabetico:

### Miglior film
- Apollo 13, regia di Ron Howard
- Crumb, regia di Terry Zwigoff
- Exotica, regia di Atom Egoyan
- Heat - La sfida (Heat), regia di Michael Mann
- Gli intrighi del potere - Nixon (Nixon), regia di Oliver Stone

### Miglior film in lingua straniera
- Il postino, regia di Michael Radford (Italia)
- La città perduta (La Cité des enfants perdus), regia di Jean-Pierre Jeunet e Marc Caro (Francia)
- Lamerica, regia di Gianni Amelio (Italia)
- I miserabili (Les Misérables), regia di Claude Lelouch (Francia)
- Sotto gli ulivi (Zir-e derakhtān-e zeytun), regia di Abbas Kiarostami (Iran)

### Miglior regista
- Oliver Stone - Gli intrighi del potere - Nixon (Nixon)
- Clint Eastwood - I ponti di Madison County (The Bridges of Madison County)
- Mike Figgis - Via da Las Vegas (Leaving Las Vegas)
- David Fincher - Seven (Se7en)
- Ron Howard - Apollo 13
- Martin Scorsese - Casinò (Casino)

### Migliore sceneggiatura
- Christopher McQuarrie - I soliti sospetti (The Usual Suspects)
- Atom Egoyan - Exotica
- Richard Linklater - Prima dell'alba (Before Sunrise)
- Aaron Sorkin - Il presidente - Una storia d'amore (The American President)
- Emma Thompson - Ragione e sentimento (Sense and Sensibility)

### Miglior attore
- Nicolas Cage - Via da Las Vegas (Leaving Las Vegas)
- Morgan Freeman - Seven (Se7en)
- Anthony Hopkins - Gli intrighi del potere - Nixon (Nixon)
- Sean Penn - Dead Man Walking - Condannato a morte (Dead Man Walking)
- Denzel Washington - Il diavolo in blu (Devil in a Blue Dress)

### Migliore attrice
- Elisabeth Shue - Via da Las Vegas (Leaving Las Vegas)
- Kathy Bates - L'ultima eclissi (Dolores Claiborne)
- Rena Owen - Once Were Warriors - Una volta erano guerrieri (Once Were Warriors)
- Sharon Stone - Casinò (Casino)
- Meryl Streep - I ponti di Madison County (The Bridges of Madison County)

### Miglior attore non protagonista
- Kevin Spacey - I soliti sospetti (The Usual Suspects)
- Don Cheadle - Il diavolo in blu (Devil in a Blue Dress)
- Gene Hackman - Get Shorty
- Ed Harris - Apollo 13
- Delroy Lindo - Clockers

### Migliore attrice non protagonista
- Joan Allen - Gli intrighi del potere - Nixon (Nixon)
- Kathleen Quinlan - Apollo 13 (Apollo 13)
- Kyra Sedgwick - Qualcosa di cui... sparlare (Something to Talk About)
- Mira Sorvino - La dea dell'amore (Mighty Aphrodite)
- Diane Venora - Heat - La sfida (Heat)

### Miglior fotografia
- Darius Khondji - Seven (Se7en)
- Dean Cundey - Apollo 13
- Matthew F. Leonetti - Strange Days
- Emmanuel Lubezki - Il profumo del mosto selvatico (A Walk in the Clouds)
- Dante Spinotti - Heat - La sfida (Heat)
- Haskell Wexler - Il segreto dell'isola di Roan (The Secret of Roan Inish)

### Miglior colonna sonora originale
- Randy Newman - Toy Story - Il mondo dei giocattoli (Toy Story)
- Mason Daring - Il segreto dell'isola di Roan (The Secret of Roan Inish)
- Elliot Goldenthal - Heat - La sfida (Heat)
- James Horner - Apollo 13
- John Lurie - Get Shorty

### Attore più promettente
- Greg Kinnear - Sabrina (Sabrina)
- Don Cheadle - Il diavolo in blu (Devil in a Blue Dress)
- Benicio del Toro - I soliti sospetti (The Usual Suspects)
- Temuera Morrison - Once Were Warriors - Una volta erano guerrieri (Once Were Warriors)
- Mekhi Phifer - Clockers

### Attrice più promettente(incompleto)
- Minnie Driver - Amiche (Circle of Friends)
- Toni Collette - Le nozze di Muriel (Muriel's Wedding)
- Salma Hayek - Desperado
- Rena Owen - Once Were Warriors - Una volta erano guerrieri (Once Were Warriors)
- Alicia Silverstone - Ragazze a Beverly Hills (Clueless)

### Commitment to Chicago Award
- Gary Sinise